# Route nationale 6 (Algérie)
Pour les articles homonymes, voir Route nationale 6.
La Route nationale numéro 6 (RN6) est une route nationale algérienne reliant Sig dans la wilaya de Mascara à Timiaouine dans wilaya de Bordj Badji Mokhtar, d'une longueur de ~2163 km.

## Historique
Elle est érigée en 1879.